# Alejandra Reynoso
Alejandra Reynoso, née le 19 avril 1994 à Los Angeles, États-Unis est une actrice de doublage. 

## Biographie
Elle est connue pour prêter sa voix au personnage Flora dans la série animée Winx Club dans la version anglophone et au personnage de Valora, the Dawnbreaker, dans le jeu vidéo Dota 2  en 2013 [réf. nécessaire].
Elle double le personnage de Sypha Belnades dans la série Castelvania en 2017 et interprète en 2018, le rôle de Kira dans la série Artificial